# Narcissus sección Jonquillae
Jonquillae es una sección de plantas bulbosas perteneciente al género Narcissus dentro de la familia de las amarilidáceas.

## Especies
- Narcissus assoanus Dufour ex Schultes & Schultes f.
- Narcissus baeticus Fern. Casas (syn. N. assoanus subsp. praelongus)
- Narcissus gaditanus Boissier & Reuter
- Narcissus jonquilla L.